# 29-й Венецианский кинофестиваль
29-й Венецианский международный кинофестиваль проходил в Венеции, Италия, с 25 августа по 7 сентября 1968 года.
Из-за студенческих демонстраций, прокатившихся по всей Европе, фестиваль потерял своё значение на целое десятилетие — молодёжь требовала закрыть «фашистский» и «буржуазный» кинофестиваль.
Фестиваль распался на несколько программ, стал внеконкурсным, «Золотые львы» больше не вручались. С 1973 по 1978 год фестиваль вообще не проводился.

## Жюри
- Гуидо Пиовене (Италия) (председатель жюри)
- Жак Дониоль-Валькроз (Франция)
- Акира Ивасаки (Япония)
- Роджер Мэнвелл (Великобритания)
- Иштван Немешкюрти (Венгрия)
- Винсенте Антонио Пинеда (Испания)
- Эдгар Райц (Западная Германия)

## Разделы

### Фильмы в конкурсе
- Ballade pour un chien, фильм Жерар Верже (Франция)
- Silenzio e grido, фильм Миклош Янчо (Венгрия)
- Das Schloß, фильм Рудольф Нольте (Западная Германия)
- Después del diluvio, фильм Хасинто Эстева (Испания)
- Diario di una schizofrenica, фильм Нело Ризи (Италия)
- Артисты под куполом цирка: беспомощны, фильм Александр Клюге (Западная Германия)
- Лица, фильм Джон Кассаветис (США)
- I muri, фильм Андраш Ковач (Венгрия)
- Fuoco!, фильм Джан Витторио Бальди (Италия)
- Галилео, фильм Лилиана Кавани (Италия/Болгария)
- Kierion, фильм Димостенис Теос (Греция)
- La schiuma dei giorni, фильм Шарль Бельмонт (Франция)
- Обнажённое детство, фильм Морис Пиала (Франция) (Фильм-открытие)
- Il Socrate, фильм Робер Лапужед (Франция/Западная Германия)
- Me and My Brother, фильм Роберт Фрэнк (США)
- Монтерей-Поп, фильм Д.А. Пеннебейкер (США)
- Богоматерь Турции, фильм Кармело Бене (Италия)
- Партнёр, фильм Бернардо Бертолуччи (Италия)
- Podne, фильм Младомир «Пуриша» Джорджевич (Югославия)
- Sept jours ailleurs, фильм Марин Кармиц (Франция)
- Стресс втроем, фильм Карлос Саура (Испания)
- Саммит, фильм Джорджо Бонтемпи (Италия)
- Tell Me Lies, фильм Питер Брук (Великобритания)
- Теорема, фильм Пьер Паоло Пазолини (Италия)
- Колесо праха, фильм Питер Эммануель Голдман (США)
- Quattordici o guerra, фильм Барри Ширз (США)
- Дезертиры и странники, фильм Юрай Якубиско (Чехословакия/Италия)

## Награды
- Золотой лев: Артисты под куполом цирка: Беспомощны фильм Александр Клюге
- Специальный приз жюри Венецианского кинофестиваля: Богоматерь Турции, фильм Кармело Бене и Сократ, фильм Роберт Лапужед
- Кубок Вольпи за лучшую мужскую роль: Джон Марли — Лица
- Кубок Вольпи за лучшую женскую роль: Лаура Бетти — Теорема
- Почётное упоминание: Кьерион, фильм Димостенис Теос